# Низами (балет)
«Низами» (азерб. Nizami) — последний балет Фикрет Амирова, написанный в 1984 году.

## История
Балет написан в последнем году жизни Фикрет Амирова и посвящен поэту Низами Гянджеви.
Балет впервые был постановлен на сцене Азербайджанского государственного академического театра оперы и балета в 1991 году в честь 850-летия со дня рождения Низами Гянджеви. Хореографом стала Наиля Назирова.

## См.также
- Семь красавиц (балет)
- Низами (опера)